# Liste der Gouverneure von Santa Catarina

Wappen von Santa Catarina

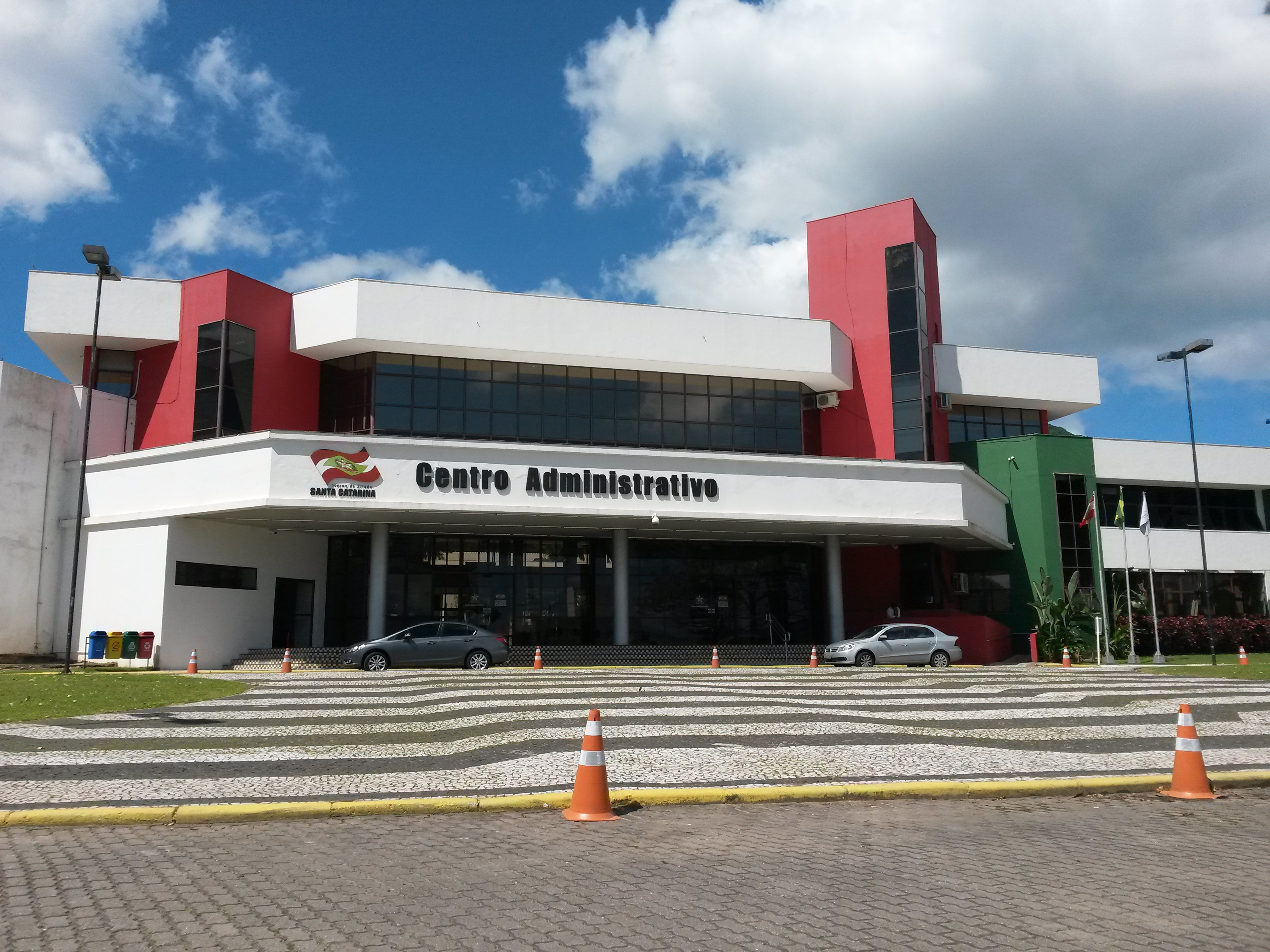
Centro Administrativo do Governo do Estado de Santa Catarina

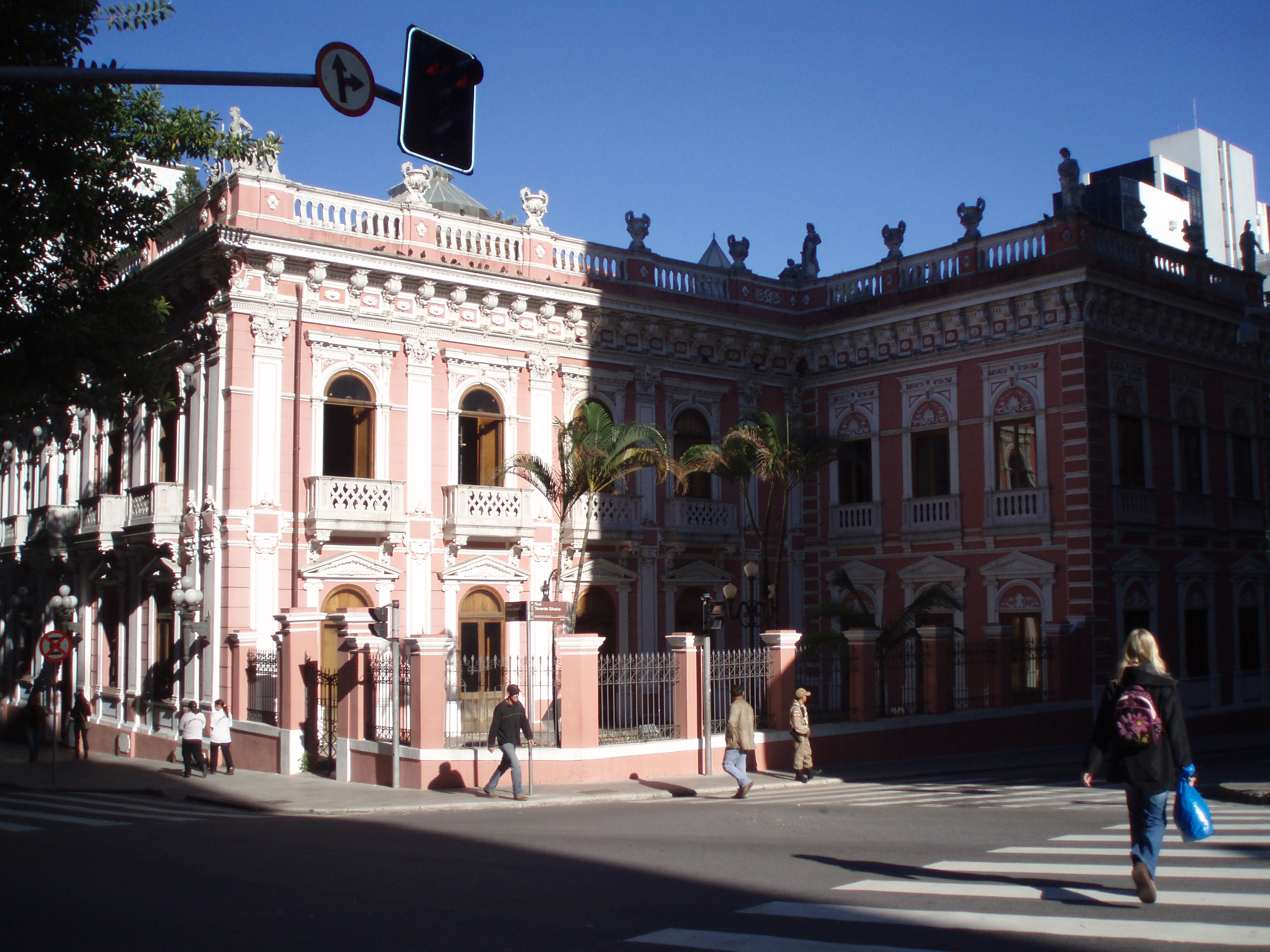
Palácio Cruz e Sousa, früherer Amtssitz

Die Liste der Gouverneure von Santa Catarina gibt einen Überblick über die Gouverneure des brasilianischen Bundesstaats Santa Catarina.
Die Regierungs- und Verwaltungsgeschichte von Santa Catarina begann 1822 als Provinz Santa Catarina, aus der zuletzt 1889 der heutige Bundesstaat entstand.
Amtssitz des Zivilgouverneurs ist das Centro Administrativo do Governo do Estado de Santa Catarina in Florianópolis.

## Provinzpräsidenten
| Nr. | Name                                               | Bild | Partei              | Beginn der Amtszeit | Ende der Amtszeit |
| --- | -------------------------------------------------- | ---- | ------------------- | ------------------- | ----------------- |
|     | Junta                                              |      |                     | 20. Mai 1822        | 16. Feb. 1824     |
|     | João Antonio Rodrigues de Carvalho                 |      |                     | 16. Feb. 1824       | 12. März 1825     |
|     | Francisco de Albuquerque Melo                      |      |                     | 12. März 1825       | 14. Jan. 1830     |
|     | Miguel de Sousa Melo e Alvim                       |      |                     | 14. Jan. 1830       | 22. Apr. 1831     |
|     | Francisco Luis do Livramento                       |      |                     | 22. Apr. 1831       | 6. Aug. 1831      |
|     | Feliciano Nunes Pires                              |      |                     | 6. Aug. 1831        | 4. Nov. 1835      |
|     | José Mariano de Albuquerque Cavalcanti             |      |                     | 4. Nov. 1835        | 28. Mai 1836      |
|     | Francisco Luis do Livramento                       |      |                     | 28. Mai 1836        | 24. Jan. 1837     |
|     | José Joaquim Machado de Oliveira                   |      |                     | 24. Jan. 1837       | 14. Okt. 1837     |
|     | João Carlos Sparrow                                |      |                     | 14. Okt. 1837       | 17. Aug. 1839     |
|     | Francisco José de Sousa Soares de Andrea           |      | Partido Conservador | 17. Aug. 1839       | 26. Juni 1840     |
|     | Antero José Ferreira de Brito                      |      | Partido Liberal     | 26. Juni 1840       | 26. Dez. 1848     |
|     | Severo Amorim do Vale                              |      |                     | 26. Dez. 1848       | 6. März 1849      |
|     | Antonio Pereira Pinto                              |      |                     | 6. März 1849        | 30. Nov. 1849     |
|     | Severo Amorim do Vale                              |      |                     | 30. Nov. 1849       | 24. Jan. 1850     |
|     | João José Coutinho                                 |      |                     | 24. Jan. 1850       | 23. Sep. 1859     |
|     | Esperidião Eloi de Barros Pimentel                 |      |                     | 23. Sep. 1859       | 21. Okt. 1859     |
|     | Francisco Carlos de Araújo Brusque                 |      |                     | 21. Okt. 1859       | 17. Apr. 1861     |
|     | João José de Andrade Pinto                         |      |                     | 17. Apr. 1861       | 26. Apr. 1861     |
|     | Inácio da Cunha Galvão                             |      |                     | 26. Apr. 1861       | 17. Nov. 1861     |
|     | Vicente Pires da Mota                              |      | Partido Conservador | 17. Nov. 1861       | 25. Sep. 1862     |
|     | João Francisco de Sousa Coutinho                   |      |                     | 25. Sep. 1862       | 26. Dez. 1862     |
|     | Pedro Leitão da Cunha                              |      |                     | 26. Dez. 1862       | 19. Dez. 1863     |
|     | Francisco José de Oliveira                         |      |                     | 19. Dez. 1863       | 25. Apr. 1864     |
|     | Alexandre Rodrigues da Silva Chaves                |      | Partido Liberal     | 25. Apr. 1864       | 24. Apr. 1865     |
|     | Francisco José de Oliveira                         |      |                     | 24. Apr. 1865       | 16. Aug. 1865     |
|     | Adolfo de Barros Cavalcanti de Albuquerque Lacerda |      |                     | 16. Aug. 1865       | 11. Juni 1867     |
|     | Francisco José de Oliveira                         |      |                     | 11. Juni 1867       | 9. Okt. 1867      |
|     | Adolfo de Barros Cavalcanti de Albuquerque Lacerda |      |                     | 9. Okt. 1867        | 23. Mai 1868      |
|     | Francisco José de Oliveira                         |      |                     | 23. Mai 1868        | 4. Aug. 1868      |
|     | João Francisco de Sousa Coutinho                   |      |                     | 4. Aug. 1868        | 30. Aug. 1868     |
|     | Carlos de Cerqueira Pinto                          |      |                     | 30. Aug. 1868       | 11. Jan. 1869     |
|     | Carlos Augusto Ferraz de Abreu                     |      |                     | 11. Jan. 1869       | 11. Aug. 1869     |
|     | Joaquim Xavier Neves                               |      |                     | 11. Aug. 1869       | 22. Nov. 1869     |
|     | Manuel do Nascimento da Fonseca Galvão             |      |                     | 22. Nov. 1869       | 3. Jan. 1870      |
|     | André Cordeiro de Araújo Lima                      |      |                     | 3. Jan. 1870        | 10. Apr. 1870     |
|     | Manuel do Nascimento da Fonseca Galvão             |      |                     | 10. Apr. 1870       | 11. Apr. 1870     |
|     | Manuel Vieira Tosta                                |      | Partido Liberal     | 11. Apr. 1870       | 18. Mai 1870      |
|     | Francisco Ferreira Correia                         |      |                     | 18. Mai 1870        | 9. Jan. 1871      |
|     | Manuel Vieira Tosta                                |      | Partido Liberal     | 9. Jan. 1871        | 16. Jan. 1871     |
|     | Joaquim Bandeira de Gouveia                        |      |                     | 16. Jan. 1871       | 7. Jan. 1872      |
|     | Guilherme Cordeiro Coelho Cintra                   |      |                     | 7. Jan. 1872        | 15. Juni 1872     |
|     | Inácio Accioli de Almeida                          |      |                     | 15. Juni 1872       | 8. Juli 1872      |
|     | Delfino Pinheiro de Ulhoa Cintra Júnior            |      |                     | 8. Juli 1872        | 13. Nov. 1872     |
|     | Manuel do Nascimento da Fonseca Galvão             |      |                     | 13. Nov. 1872       | 27. Jan. 1873     |
|     | Inácio Accioli de Almeida                          |      |                     | 27. Jan. 1873       | 4. Apr. 1873      |
|     | Pedro Afonso Ferreira                              |      |                     | 4. Apr. 1873        | 8. Okt. 1873      |
|     | Luis Ferreira do Nascimento Melo                   |      |                     | 8. Okt. 1873        | 24. Okt. 1873     |
|     | João Tomé da Silva                                 |      |                     | 24. Okt. 1873       | 23. Apr. 1875     |
|     | Luis Ferreira do Nascimento Melo                   |      |                     | 23. Apr. 1875       | 7. Aug. 1875      |
|     | João Capistrano Bandeira de Melo Filho             |      |                     | 7. Aug. 1875        | 7. Juni 1876      |
|     | Alfredo d’Escragnolle Taunay                       |      | Partido Conservador | 7. Juni 1876        | 2. Jan. 1877      |
|     | Herminio Francisco do Espírito Santo               |      |                     | 2. Jan. 1877        | 3. Jan. 1877      |
|     | José Bento de Araújo                               |      | Partido Liberal     | 3. Jan. 1877        | 14. Feb. 1878     |
|     | Joaquim da Silva Ramalho                           |      |                     | 14. Feb. 1878       | 7. Mai 1878       |
|     | Lourenço Cavalcanti de Albuquerque                 |      | Partido Liberal     | 7. Mai 1878         | 11. Dez. 1878     |
|     | Joaquim da Silva Ramalho                           |      |                     | 11. Dez. 1878       | 18. Apr. 1879     |
|     | Antonio de Almeida e Oliveira                      |      |                     | 18. Apr. 1879       | 10. Mai 1880      |
|     | Manuel Pinto de Lemos                              |      |                     | 10. Mai 1880        | 7. Juli 1880      |
|     | João Rodrigues Chaves                              |      |                     | 7. Juli 1880        | 9. März 1882      |
|     | Joaquim Augusto do Livramento                      |      |                     | 9. März 1882        | 5. Apr. 1882      |
|     | Ernesto Francisco de Lima Santos                   |      |                     | 5. Apr. 1882        | 30. Juni 1882     |
|     | Joaquim Augusto do Livramento                      |      |                     | 30. Juni 1882       | 6. Sep. 1882      |
|     | Antonio Gonçalves Chaves                           |      | Partido Conservador | 6. Sep. 1882        | 27. Jan. 1883     |
|     | Manuel Pinto de Lemos                              |      |                     | 27. Jan. 1883       | 28. Feb. 1883     |
|     | Theoduret Carlos de Faria Souto                    |      |                     | 28. Feb. 1883       | 29. Aug. 1883     |
|     | Francisco Luis da Gama Rosa                        |      |                     | 29. Aug. 1883       | 9. Sep. 1884      |
|     | José Lustosa da Cunha Paranaguá                    |      |                     | 9. Sep. 1884        | 22. Juni 1885     |
|     | Manuel Pinto de Lemos                              |      |                     | 22. Juni 1885       | 28. Juni 1885     |
|     | Antonio Lara de Fontoura Palmeiro                  |      |                     | 28. Juni 1885       | 29. Sep. 1885     |
|     | Francisco José da Rocha                            |      |                     | 29. Sep. 1885       | 20. Mai 1888      |
|     | Augusto Fausto de Sousa                            |      | Partido Conservador | 20. Mai 1888        | 13. Feb. 1889     |
|     | José Ferreira de Melo                              |      |                     | 13. Feb. 1889       | 6. März 1889      |
|     | Joaquim Eloi de Medeiros                           |      |                     | 6. März 1889        | 26. Juni 1889     |
|     | Abdon Batista                                      |      |                     | 26. Juni 1889       | 19. Juli 1889     |
|     | Luis Alves Leite de Oliveira Belo                  |      |                     | 19. Juli 1889       | 17. Nov. 1889     |